# Валлонія

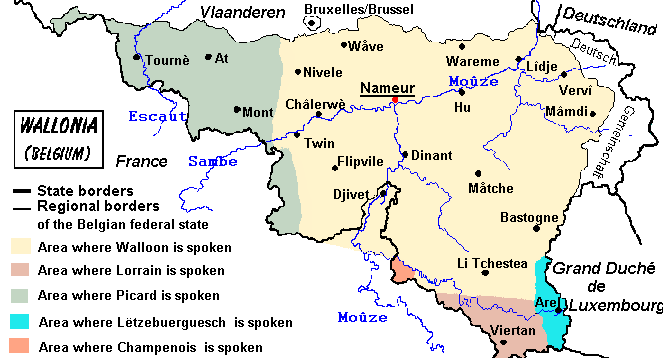
Лінгвістична карта Валлонії

Валлонія (фр. Wallonie, (нід.)Wallonië, нім. Wallonien) — одна з трьох земель Бельгії (дві інші землі — Брюссель і Фландрія).
Валлонія складається з таких провінцій: Ено, Валлонський Брабант, Намюр, Льєж, Люксембург. Головне місто — Намюр. Великі міста: Льєж, Шарлеруа, Монс, Турне, Верв'є.
Офіційна мова — французька. На самому сході, на землях німецькомовної громади навколо міст Санкт-Вита й Ойпена як офіційну вживають ще й німецьку мову.
Населення — 3.395.942 (2005), площа — 16.844 км².

## Адміністративний поділ

Адміністративна мапа Валлонії

Валлонія поділяється на п'ять провінцій:
| Мапа | Прапор | Герб | Провінція           | Абревіатура | Адм. центр | Населення, осіб (01.01.2010) | Площа, км² | Щільність, чел./км² |
| ---- | ------ | ---- | ------------------- | ----------- | ---------- | ---------------------------- | ---------- | ------------------- |
|      |        |      | Валлонський Брабант | WBR         | Вавр       | 379 515                      | 1091       | 347,86              |
|      |        |      | Ено                 | WHT         | Монс       | 1 309 880                    | 3786       | 345,98              |
|      |        |      | Льєж                | WLG         | Льєж       | 1 067 685                    | 3862       | 276,46              |
|      |        |      | Люксембург          | WLX         | Арлон      | 269 023                      | 4440       | 60,59               |
|      |        |      | Намюр               | WNA         | Намюр      | 472 281                      | 3666       | 128,83              |
|      |        |      | Всього              |             |            | 3 498 384                    | 16 845     | 207,68              |